# Amédée Saint-Germain
Le quartier Amédée Saint-Germain de Bordeaux est un nouveau quartier réalisé dans le cadre du projet Bordeaux-Euratlantique. Officiellement, le quartier fait partie de la subdivision Bordeaux Sud.